# Jimmy Greaves
James Peter 'Jimmy' Greaves (East Ham, London, 1940. február 20. – 2021. szeptember 19.) világbajnok válogatott angol labdarúgó, Anglia legjobb gólszerzője, a válogatott harmadik legeredményesebb játékosa, a Chelsea és a Tottenham Hotspur legendás játékosa.

## Pályafutása

### Klubcsapatban
Greaves a Chelsea saját nevelésű játékosa, 1957-ben, 18 évesen kapott profi szerződést. Már a bemutatkozó mérkőzésén gólt szerzett. Kétszer végzett a bajnokságban gólkirályként: 1959-ben és 1961-ben. 41 gólja az 1960–61-es szezonban máig klubrekord. Lenyűgöző teljesítménye ellenére nem nyert a csapattal trófeát. 1960-ban mindössze 20 évesen és 290 naposan megszerezte 100-adik bajnoki gólját, ezzel ő lett a legfiatalabb játékos, aki átlépte ezt a határt. Utolsó mérkőzésén a Chelsea mezében a Nottingham Forest ellen 4 gólt szerzett.
1961 nyarán 80,000 fontért igazolt az olasz AC Milan-hoz, ahol 14 mérkőzésen 9 gólt szerzett, de itt nem maradt sokáig. Bill Nicholson, a Tottenham Hotspur vezetőedzője igazolta le 99,999 fontért. Greaves legendás játékossá vált a londoni Sarkantyúsoknál is. Itt 1961-től 1970-ig játszott, 379 mérkőzésen klubrekordnak számító 266 gólt szerzett, ebből 220-at az élvonalban, ami máig megdöntetlen csúcs. Négyszer lett gólkirály (1963-ban, 1964-ben, 1965-ben és 1969-ben). Ő az egyetlen játékos, aki összesen hat szezonban lett a bajnokság gólkirálya.
A Tottenham csapatával  kétszer, 1962-ben és 1967-ben FA-kupát, 1963-ban KEK-et nyert. Az 5–1-re megnyert döntőben az Atlético Madrid ellen kétszer is eredményes volt.
Greaves 1970-ben csatlakozott a West Ham United-hez. Mint eddig minden csapatában, első mérkőzésén máris gólt szerzett, a Manchester City kapujába talált be kétszer is 1970. március 12-én. Két hónappal később, május 28-án hatodikként végzett Tony Fall raliversenyzővel a Londontól Mexikóig tartó raliversenyen. 1971-ben vonult vissza 516 mérkőzés és 357 szerzett gól után, ami örökös rekord az élvonalban. 38 évesen tért vissza a pályára a Barnet színeiben. Itt egy szezon erejéig játszott, és 25 gólt szerzett. A Barnet után még néhány alkalommal játszott a fél-profi Woodford Town-ban, mielőtt végleg visszavonult.

### A válogatottban
Greaves először 1959-ben mutatkozott be az angol válogatottban, első mérkőzését 1959. május 17-én játszotta Peru ellen. A találkozón megszerezte első gólját. Összesen 57-szer lépett pályára hazája színeiben, és 44-szer volt eredményes, ezzel ő lett minden idők harmadik legeredményesebb játékosa a válogatottban Bobby Charlton és Gary Lineker mögött, viszont ő tartja a szerzett mesterhármasok rekordját (6 mesterhármas). Az 1961-es British Home Championship-en Greaves három mérkőzésen szerzett hét gólja is hozzásegítette Angliát a cím megszerzéséhez.
Greaves első számú csatárként játszott az 1966-os világbajnokságon, de Franciaország ellen lábsérülés miatt le kellett cserélni. Cseréje, Geoff Hurst szerezte a negyeddöntőben a győztes gólt Argentína ellen, majd a döntőben mesterhármast, amivel Anglia megnyerte a tornát. 2007 novemberében Greaves-t és az 1966-os világbajnokság döntőjében nem szerepelt játékosokat éremmel tüntette ki a FIFA.
Greaves az 1966-os világbajnokság után már csak három mérkőzésen lépett pályára a válogatottban, és egy gólt szerzett. Utolsó mérkőzését Ausztria ellen játszotta 1967 májusában.

## Sikerei, díjai
Tottenham Hotspur
- FA-kupa győztes – 1962, 1967
- KEK győztes – 1963

Anglia
- Világbajnokság győztes – 1966

## Statisztika
| Csapat            | Szezon   | Bajnokság | Bajnokság | FA-kupa | FA-kupa | Ligakupa | Ligakupa | UEFA  | UEFA | Egyéb | Egyéb | Összesen | Összesen |
| Csapat            | Szezon   | Meccs     | Gól       | Meccs   | Gól     | Meccs    | Gól      | Meccs | Gól  | Meccs | Gól   | Meccs    | Gól      |
| ----------------- | -------- | --------- | --------- | ------- | ------- | -------- | -------- | ----- | ---- | ----- | ----- | -------- | -------- |
| Chelsea           | 1957-58  | 35        | 22        | 2       | 0       | 0        | 0        | 0     | 0    | 0     | 0     | 37       | 22       |
| Chelsea           | 1958-59  | 42        | 32        | 2       | 2       | 0        | 0        | 3     | 3    | 0     | 0     | 47       | 37       |
| Chelsea           | 1959-60  | 40        | 29        | 2       | 1       | 0        | 0        | 0     | 0    | 0     | 0     | 42       | 30       |
| Chelsea           | 1960-61  | 40        | 41        | 1       | 0       | 2        | 2        | 0     | 0    | 0     | 0     | 43       | 43       |
| Chelsea           | Össz.    | 157       | 124       | 7       | 3       | 2        | 2        | 3     | 3    | 0     | 0     | 169      | 132      |
| AC Milan          | 1961-62  | 14        | 9         | 0       | 0       | 0        | 0        | 0     | 0    | 0     | 0     | 14       | 9        |
| AC Milan          | Össz.    | 14        | 9         | 0       | 0       | 0        | 0        | 0     | 0    | 0     | 0     | 14       | 9        |
| Tottenham Hotspur | 1961-62  | 22        | 21        | 7       | 9       | 0        | 0        | 2     | 0    | 0     | 0     | 31       | 30       |
| Tottenham Hotspur | 1962-63  | 41        | 37        | 1       | 0       | 0        | 0        | 6     | 5    | 1     | 21    | 49       | 44       |
| Tottenham Hotspur | 1963-64  | 41        | 35        | 2       | 0       | 0        | 0        | 2     | 1    | 0     | 0     | 45       | 36       |
| Tottenham Hotspur | 1964-65  | 41        | 29        | 4       | 6       | 0        | 0        | 0     | 0    | 0     | 0     | 45       | 35       |
| Tottenham Hotspur | 1965-66  | 29        | 15        | 2       | 1       | 0        | 0        | 0     | 0    | 0     | 0     | 31       | 16       |
| Tottenham Hotspur | 1966-67  | 38        | 25        | 8       | 6       | 1        | 0        | 0     | 0    | 0     | 0     | 47       | 31       |
| Tottenham Hotspur | 1967-68  | 39        | 23        | 4       | 3       | 0        | 0        | 4     | 3    | 1     | 01    | 48       | 29       |
| Tottenham Hotspur | 1968-69  | 42        | 27        | 4       | 4       | 6        | 5        | 0     | 0    | 0     | 0     | 52       | 36       |
| Tottenham Hotspur | 1969-70  | 28        | 8         | 4       | 3       | 1        | 0        | 0     | 0    | 0     | 0     | 33       | 11       |
| Tottenham Hotspur | Össz.    | 321       | 220       | 36      | 32      | 8        | 5        | 14    | 9    | 2     | 2     | 381      | 268      |
| West Ham United   | 1969-70  | 6         | 4         | 0       | 0       | 0        | 0        | 0     | 0    | 0     | 0     | 6        | 4        |
| West Ham United   | 1970-71  | 32        | 9         | 1       | 0       | 1        | 0        | 0     | 0    | 0     | 0     | 34       | 9        |
| West Ham United   | Össz.    | 38        | 13        | 1       | 0       | 1        | 0        | 0     | 0    | 0     | 0     | 40       | 13       |
| Összesen          | Összesen | 530       | 366       | 44      | 35      | 11       | 7        | 17    | 12   | 2     | 2     | 604      | 422      |

- 1Charity Shield

### Góljai a válogatottban
| Dátum              | Helyszín                         | Ellenfél       | Eredmény | Kiírás                    | Gólok |
| ------------------ | -------------------------------- | -------------- | -------- | ------------------------- | ----- |
| 1959. május 19.    | Estadio Nacional, Lima           | Peru           | 1-4      | Barátságos mérkőzés       | 1     |
| 1959. október 17.  | Ninian Park, Cardiff             | Wales          | 1-1      | British Home Championship | 1     |
| 1960. május 11.    | Empire Stadium, Wembley          | Jugoszlávia    | 3-3      | Barátságos mérkőzés       | 1     |
| 1960. október 8.   | Windsor Park, Belfast            | Észak-Írország | 5-2      | British Home Championship | 2     |
| 1960. október 15.  | Stade Municipal, Luxembourg      | Luxemburg      | 9-0      | 1962-es vb selejtező      | 3     |
| 1960. október 26.  | Empire Stadium, Wembley          | Spanyolország  | 4-2      | Barátságos mérkőzés       | 1     |
| 1960. november 23. | Empire Stadium, Wembley          | Wales          | 5-1      | British Home Championship | 2     |
| 1961. április 15.  | Empire Stadium, Wembley          | Skócia         | 9-3      | British Home Championship | 3     |
| 1961. május 24.    | Olimpiai Stadion, Róma           | Olaszország    | 3-2      | Barátságos mérkőzés       | 1     |
| 1961. május 27.    | Prater Stadium, Bécs             | Ausztria       | 1-3      | Barátságos mérkőzés       | 1     |
| 1962. május 20.    | Estadio Nacional, Lima           | Peru           | 4-0      | Barátságos mérkőzés       | 3     |
| 1962. június 2.    | Estadio El Teniente, Rancagua    | Argentína      | 3-1      | 1962-es vb                | 1     |
| 1962. október 20.  | Windsor Park, Belfast            | Észak-Írország | 3-1      | British Home Championship | 1     |
| 1962. november 21. | Empire Stadium, Wembley          | Wales          | 4-0      | British Home Championship | 1     |
| 1963. május 29.    | Tehelné Pole, Pozsony            | Csehszlovákia  | 4-2      | Barátságos mérkőzés       | 2     |
| 1963. október 12.  | Ninian Park, Cardiff             | Wales          | 4-0      | British Home Championship | 2     |
| 1963. október 23.  | Empire Stadium, Wembley          | World XI       | 2-1      | Barátságos mérkőzés       | 1     |
| 1963. november 20. | Empire Stadium, Wembley          | Wales          | 8-3      | British Home Championship | 4     |
| 1964. május 24.    | Dalymount Park, Dublin           | Írország       | 3-1      | Barátságos mérkőzés       | 1     |
| 1964. május 30.    | Maracanã Stadion, Rio de Janeiro | Brazília       | 1-5      | Taça das Nações           | 1     |
| 1964. október 3.   | Windsor Park, Belfast            | Észak-Írország | 4-3      | British Home Championship | 3     |
| 1964. december 9.  | Olympisch Stadion, Amszterdam    | Hollandia      | 1-1      | Barátságos mérkőzés       | 1     |
| 1965. április 10.  | Empire Stadium, Wembley          | Skócia         | 2-2      | British Home Championship | 1     |
| 1965. május 5.     | Empire Stadium, Wembley          | Magyarország   | 1-0      | Barátságos mérkőzés       | 1     |
| 1966. május 4.     | Empire Stadium, Wembley          | Jugoszlávia    | 2-0      | Barátságos mérkőzés       | 1     |
| 1966. június 29.   | Ullevaal Stadion, Oslo           | Norvégia       | 6-1      | Barátságos mérkőzés       | 4     |
| 1967. május 24.    | Empire Stadium, Wembley          | Spanyolország  | 2-0      | Barátságos mérkőzés       | 1     |